# Wojciech Kurpiewski
Wojciech Sławomir Kurpiewski (Nowy Dwór Mazowiecki, 16 febbraio 1966 – 8 ottobre 2016) è stato un canoista polacco.

## Palmarès

### Olimpiadi
- 1 medaglia:
  - 1 argento (Barcellona 1992 nel K-2 500 m)

### Mondiali
- 5 medaglie:
  - 3 argenti (Duisburg 1987 nel K-4 500 m; Plovdiv 1989 nel K-4 1000 m; Copenaghen 1993 nel K-2 500 m)
  - 2 bronzi (Montréal 1976 nel K-4 1000 m; Plovdiv 1989 nel K-2 500 m)